# 305
305 је била проста година.

## Догађаји
- Максимијан се повлачи са функције и одлази у Кампанију или Луканију (јужна Италија), да живи опуштеним животом у својим луксузним вилама.
- Констанције  и Галерије су проглашени за Августе; За цезаре су постављени Флавије Валерије Север и Максимин Даја.
- Констанције тражи да му се на западу придружи његов син Константин I, који је као талац живео на дворовима Диоклецијана и Галерија. Галерије дозвољава Константину да се врати.
- Константин се придружује оцу у Бононији (Болоња) у Галији; прелазе Ламанш улази у Британију и стижу до Еборакума (Јорк), главног града Британије Секунда и дома велике војне базе. Они успешно воде кампању против Пикта.
- Галерије почиње серију похода на Сармате, извојевајући своју прву победу пред крај године.
- Максимин Даја прогони хришћане Египта, од којих се многи склањају у пустињу. Временом, ово уточиште води ка монашком животу. У овим манастирима се развија коптско писмо које подржава пропагирање хришћанских текстова.
- Заштитник Поцуолија, Свети Прокул, и заштитник Напуља, Свети Јануарије, бачени су дивљим зверима у Поцуолијевом Флавијевом амфитеатру, а затим посечени у Солфатари.
- Ове или наредне године посвећене су терме Диоклецијанове; терме постају највеће царске терме у Риму.
- Река Дејсан поплављује Едесу.
- Земљовласници доминирају Римским царством и уживају титулу сенатора, што их ослобађа од страшних пореза наметнутих остатку становништва. Сенат је изгубио сву своју моћ и земљопоседници скоро да не присуствују седницама Сената. Чланови општинских сената су задужени за наплату пореза и плаћање заосталих обавеза; мањи земљопоседници су одговорни за обезбеђивање регрута за римску војску и за чување пустош под обрадом.
- Катарина Александријска јавно исповеда хришћанско јеванђеље на жртвеној гозби коју је наручио Максимин Даја у Александрији. Девица краљевског порекла, мучена је на точку са шиљцима (касније названом „Катаринин точак”) и одсечена јој је глава; њени остаци се преносе на гору Синај.
- Сабор Илибериса наређује да свештеници морају бити у целибату. Поред тога, осуђује посећивање домова Јевреја и забрањује хришћанкама да се удају за Јевреје, осим ако се нису преобратили.

### Мај
- 1. мај – Цар Диоклецијан абдицира и повлачи се у своју палату у Салони (савремени Сплит) на обали Јадранског мора, после скоро 21 године владавине, у којој су нестали и последњи трагови републичке власти.

## Смрти
- Википедија:Непознат датум — Свештеномученик Јануарије - хришћански светитељ.
- 8. новембар — Страдање Четворице овенчаних мученика
- Катарина Александријска, хришћанска мученица и девица
- Порфирије Тирски, неоплатонистички филозоф и писац
- Прокул из Поцуолија (или Прокло), хришћански мученик
- Сосијан Хијероклес, римски проконзул и аристократа
- Туоба Јитуо, кинески поглавица клана Туоба
- Винцентије, Оронтије и Виктор, хришћански мученици
- Кандид Трапезундски, хришћански мученик